# Eremochroa psammias
Eremochroa psammias là một loài bướm đêm trong họ Noctuidae.